# 野中英樹
野中 英樹（のなか ひでき）は、日本の事業家。ペット業界において多岐にわたる事業を展開してきた。
ペットマーケットに特化した顧問コンサルティング会社　株式会社ペイク代表取締役社長。
1994年、アドホック株式会社（現：西武ペットケア）を四畳半一間の一室から創業した。
その当時の社会課題である”ペットと一緒にアパートマンションで暮らすことができない問題”に着眼し、ペットと人が共生できる集合住宅（ペット共生集合住宅）の知財ビジネスモデルを確立。土地の有効活用ハウスメーカーやゼネコンへのノウハウライセンス事業や、ペットケアショップPETSPAチェーンを展開し、大きな成功を収めた。※関係会社（アドホックコミュニティ株式会社：賃貸管理会社）（アドホック一級建築士事務所）
2004年にはグッドウィルグループ（コムスン）に会社を売却し、2005年に代表取締役社長を退任。その後、2006年にペットメディアを保有する日本で唯一のペットマーケットに特化した顧問コンサルティング会社、株式会社ペイクを創業し、現在に至る。
2015年には、軽度動物医療チェーンのアニドック株式会社を設立し、代表取締役社長に就任。ペット医療の新たなビジネスモデル「往診獣医療」を構築した。
2020年には、アニドック株式会社の代表取締役社長を退任し、同社から[アニマンネットワーク]事業を株式会社ペイクが譲受け、現在もペイク代表として、ペット業界の発展に貢献している。

## 資格・役職
- 宅地建物取引士
- 建設業経営業務管理責任者資格（5年以上）
- 愛玩動物飼養管理士

## 業績
- ペット共生集合住宅の知財ビジネスモデル及びネットワーク事業の確立
- ペットケアショップPETSPAチェーンの展開
- ペットメディア Peiku Magazine（通称￥100ペクマガ）の発刊
- ペットマーケットに特化した顧問コンサルティング会社の創業
- 往診獣医療チェーンのアニドック（anidoc）株式会社の設立

## 人物像
野中英樹氏は、ペット業界において長年にわたり革新的なビジネスモデルを創出し、業界の発展に大きく貢献してきた。特に、ペットと人が共生できる社会の実現に向けて、様々な取り組みを行っている点が特徴である。特にまだ日本に携帯電話（ガラケイ）がない時代に“近い将来人とペットが一つの部屋で暮らすことになる”と提唱し、ペット共生型マンション（ペットケアマンション）のビジネスモデル開発に着手した。1994年にペット可物件専門店アドホックとなる不動産ショップを開設した。その後ペットユーザーなら誰もが知るであろうペット共生集合住宅に必要な「足洗い場」「ドッグフェンス」「うんちダスト」「ペット対応クロス工法/壁材」「リードフック」「リードフック付きニュースペーパーストッカー」「ペット対応床材」「上下換気小窓付き引き違いサッシ」等を備えた賃貸または分譲マンションを次々に全国へプロデュースすることとなる。勿論それらのペット共生設備は野中英樹の発案により知財化されたのも言うまでもない。
　また、ペットサロン/ペット美容室と言われた1990年後半にペットケアショップPETSPAチェーンを事業化し、トリミングサービスにプラスの機能として「ペット温泉浴（PETSPA）」をバリューアップしたサービスを展開。ペットケアマンションとのサービスリンクを日本で初めて構築した。
　2024年現在は、ペットマーケットに特化した顧問コンサル業をしており伴走型でプロダクツマーケティングコンサルティング（０→1）をしている。
　四畳半一間から上場に準ずる企業を創出した経験があり、また、ペット共生集合住宅の生みの親とも言われ、全国4000戸以上の実績を保有し、現在もアニマンネットワークとして株式会社ペイクにて活動している。

## メディア出演
- 読売新聞:1997/10/17　「平成の士たち：ペット同居型マンション」
- 日経ベンチャー8月号:2000/8/1
- 日本経済新聞:2001/12/4
- テレビ東京:2002/7/19「ワールドビジネスサテライト」
- テレビ東京:2003/1/5「ガイアの夜明け」
- 日本経済新聞:2004/6/16
- その他詳細

## 出版物
- 「ペットと暮らす集合住宅」（日本で最も古いと言われるペット共生住宅に関する書籍）
- 「Peiku Magazine」 - 2006年より「102号」発刊

## 野中氏がコンサルタントをして生まれたペットビジネスヒット商品（プロダクツマーケティング）
- 1994年　ペット共生マンションのペット共生設備「フットシャワー（足洗い場）」「ドッグフェンス」「うんちダスト」「ペット対応クロス工法/壁材」「リードフック」「リードフック付きニュースペーパーストッカー」「ペット対応床材」「上下換気小窓付き引き違いサッシ」「ドッグモニュメント」等
- 2010年　フードボール「ワンプレ」（ハリオ株式会社）
- 2012年　水飲み器一体型ネットワークカメラ「リモカ」（中央システム技研株式会社）
- 2014年　わんちゃん用クローゼット「わんクロ」（株式会社プライズコミュニケーション）
- 2016年　わんちゃん用マナーパンツ「マナーパンチュ」（美成産業株式会社）
- 2017年　犬用補助車「ドギーサポーター」（株式会社ピカコーポレイション）
- 2017年　犬用リードかけ「ドギーフック」（株式会社ピカコーポレイション）
- 2018年　キャットステップ「C A T R O A D＋」（中西金属工業）
- 2018年　犬用ブーツ「パウテクト」（株式会社ピカコーポレイション）
- 2019年　ペットサークル＆ケージ「aiueoCASA」（株式会社ワークスタジオ）
- 2021年　キャットステップ「Pekoto Skip」（株式会社寿精密）
- 2021年　猫用ハウス「neuneko BOX」（株式会社ケイパック）
- 2022年　ペット共生マンション（アニマン）のペット共生設備「ケアボックス」「キャットモニュメント」「キャットスキップ」「エアブロワー用キャビネット」等
- 2022年　ペット用知育おやつ給餌機「Perotomo（ペロトモ）」（華正貿易株式会社）
- 2022年　ペット用ライフジャケット＆キャリーバック「P F Iライフジャケット」「PF Iキャリーバック」（朝日加工株式会社）
- 2022年　犬用ボディベルト「Now&Fountain for pets」（株式会社イマイ）

## 野中氏がコンサルタントをしたペット共生住宅
- ベルフォーレシリーズ
- ペットケアマンションシリーズ
- アニマンシリーズ

## 【野中氏が権利を保有する〈36〉の知的財産権（知的所有権）】
- J-Plat Pat参照（検索：4方全て/野中 英樹） →（https://www.j-platpat.inpit.go.jp/）

## 野中氏の過去顧問先企業
※2024年10月現在
穴吹工務店※、カヌチャリゾート、大成有楽土地※、リッチライフ、クリナップ※、NECビッグローブ※、あいおい ニッセイ同和損害保険※、アドパークコミュニケーションズ、HARIO、サイバード、報徳情報技術、中央システ ム技研、日本発酵、WEEKS、プライズコミュニケーション、SoftBank C&S※、タニタ、MODE、K2、モリ セイ、エフ社、ワークハピネス、タカラ産業、ピカコーポレイション、FONT、藤和コーポレーション、美成産業、平川木材工業、ジェルシステム、三松堂、第一ビニール、池田工業（アイディ）、中西金属工業、オオトモ、山陽、浅野、クリスタル、ワークスタジオ、伴侶犬住宅研究所（韓国）、ネオブロス、マーキュリアインベストメント※、クマガイ電工、ケイパック、寿精密、椙山紡織、SBIプリズム少額短期保険※、朝日加工※ バルクアップコンサルティング、一般社団法人 非常勤CFO協会、イマイ、華正貿易、グランデータ（どうぶつでん き）※、長瀬産業※、アフタープラス2、リプロ（アパックスホーム含む）、BALLAS、STEM、etc
※印は上場企業又は上場子会社